# Toujours Mikes
Toujours Mikes est une chaîne canadienne de restaurants basée principalement au Québec et spécialisée dans les pâtes, les pizzas, les sous-marins et les déjeuners. En 2017, la chaine compte 69 établissements, dont 68 dans la seule province de Québec et 1 en Ontario. Les Restaurants Toujours Mikes font partie depuis 2000, de la famille d'Imvescor Inc., qui gère entre autres les bannières Pizza Delight, Scores, Bâton Rouge et Ben & Florentine. Imvescor a été acquise par le groupe alimentaire montréalais Groupe d’alimentation MTY en 2018.

## Histoire
Toujours Mikes a été fondé à Montréal en 1967 par les frères Marano. À l'origine, on y servait principalement des sandwichs de type sous-marin dont la recette avait été grandement inspirée par la mère des deux fondateurs. La première franchise a vu le jour en 1972. En 1975, la pizza s'ajoute au menu et le service de livraison est introduit dans le milieu des années 1980. Au fil des années, Toujours Mikes est devenue de plus en plus « italienne », délaissant le service de type buffet et introduisant divers mets se rapprochant davantage des traditions culinaires italiennes.  C'est en 2016, à l'aube de ses 50 ans que la direction de la chaine amorce un repositionnement visant à faire un retour aux sources et revenir vers l'offre et l'image qui a fait son succès dans les années 1970 et 1980.  En 2016, pour ses 50 ans, le logo affichera le nouveau slogan « Toujours Mikes ».

## Menu
Toujours Mikes est spécialisé dans la préparation de pizzas, pâtes et sous-marins.  Depuis 1992, Toujours Mikes offre aussi des déjeuners.